# Lijst van moskeeën in Europa
Deze lijst omvat moskeeën in Europa.
| Naam                                                       | Afbeelding | Land                  | Stad                          | Jaar                       | Stijl     | G*    | Opmerkingen |
| ---------------------------------------------------------- | ---------- | --------------------- | ----------------------------- | -------------------------- | --------- | ----- | --- |
| Baitul Awal                                                |            | Albanië               | Tirana                        | 1995                       |           | AMG   | |
| Et'hem Bey-moskee                                          |            | Albanië               | Tirana                        | 1789-1821                  | Ottomaans | ?     | |
| Grote Moskee van Brussel                                   |            | België                | Brussel                       | 1879, 1978                 |           | SA    | Het originele gebouw was het Oost Paviljoen van de Nationale Tentoonstelling in 1880.                                                      |
| Yunus Emre Camii                                           |            | België                | Genk                          |                            | Ottomaans |       | |
| Moskee van Lebbeke                                         |            | België                | Lebbeke                       | ?                          |           | ?     | |
| Arnaudija Moskee                                           |            | Bosnië en Herzegovina | Banja Luka                    | 1594                       |           | ?     | |
| Ferhadija Moskee                                           |            | Bosnië en Herzegovina | Banja Luka                    | 1579                       | Ottomaans | ?     | in 1993 verwoest door Servische troepen, wordt herbouwd                                                                                    |
| Ali Pasha Moskee                                           |            | Bosnië en Herzegovina | Sarajevo                      | 1560-61                    | Ottomaans | ?     | |
| Baitus Salam                                               |            | Bosnië en Herzegovina | Sarajevo                      | 2004                       |           | AMG   | |
| Gazi Husrev-beg Moskee                                     |            | Bosnië en Herzegovina | Sarajevo                      | 1531                       | Ottomaans | ?     | ook bekend als “Begova Dzamija” |
| Koning Fahd Moskee                                         |            | Bosnië en Herzegovina | Sarajevo                      | 2000                       |           | SA    | ook bekend als “Fahdova Dzamija” |
| Emperor's Moskee                                           |            | Bosnië en Herzegovina | Sarajevo                      | 1462 / 1566                | Ottomaans | ?     | ook bekend als “Careva Dzamija”, oorspronkelijk gebouwd in 1462, herbouwd in 1566                                                          |
| Oude Moskee van Stolac                                     |            | Bosnië en Herzegovina | Stolac                        |                            | Ottomaans | ?     | |
| Djumaya Moskee                                             |            | Bulgarije             | Plovdiv                       | 1364                       | Ottomaans | ?     | Oudste moskee in Europa (voormalige kerk) buiten Spanje                                                                                    |
| Ibrahim Pasha Moskee                                       |            | Bulgarije             | Razgrad                       | 1616                       | Ottomaans | ?     | |
| Tombul Moskee                                              |            | Bulgarije             | Sjoemen                       | 1740-1744                  | Ottomaans | ?     | |
| Banya Bashi Moskee                                         |            | Bulgarije             | Sofia                         | 1576                       | Ottomaans | ?     | |
| Hala Sultan Tekke                                          |            | Cyprus                | Larnaca (stad)                | ca. 647                    | Ottomaans | ?     | Een van de heilige plaatsen voor soefi's                                                                                                   |
| Lala Mustafa Pasha Moskee                                  |            | Cyprus                | Famagusta                     | ?                          |           | ?     | De Sint Nicolaas kathedraal werd verbouwd tot een moskee nadat de Ottomaanse sultan Selim II Famagusta overwon in 1571                     |
| Selimiye Moskee                                            |            | Cyprus                | Nicosia                       | ?                          |           | ?     | Origineel gebouwd tussen 1209-1228 als de Sint Sofia kathedraal                                                                            |
| Nusrat Jehan Moskee                                        |            | Denemarken            | Kopenhagen                    | 1967                       |           | AMG   | |
| Tauba Moskee                                               |            | Denemarken            | Kopenhagen                    | ?                          |           | ?     | |
| Moskee van Berlijn                                         |            | Duitsland             | Berlijn-Wilmersdorf           | 1924                       |           | LAB   | Oudste moskee in Duitsland, ook bekend als Wilmersdorfer moskee                                                                            |
| Fazle Omar Moskee                                          |            | Duitsland             | Hamburg-Lokstedt              | 1957                       |           | AMG   | Eerste moskee gebouwd na de Tweede Wereldoorlog in Duitsland                                                                               |
| Noor Moskee                                                |            | Duitsland             | Frankfurt am Main             | 1959                       |           | AMG   | |
| Imam Ali Moskee                                            |            | Duitsland             | Hamburg-Uhlenhorst            | 1961                       |           | ICH   | Gebouwd door Iraanse zakenlui |
| Bilal Moskee                                               |            | Duitsland             | Aken                          | 1964                       |           | ICA   | |
| Moskee van Freimann                                        |            | Duitsland             | München-Freimann              | 1973                       |           | ICM   | Eerste steen op 6 oktober 1967 gelegd |
| Şehitlik Moskee                                            |            | Duitsland             | Berlijn-Neukölln              | 2004                       | Ottomaans | DITIB | Architect: Hilmi Senalp |
| Centrale Moskee van Duisburg                               |            | Duitsland             | Duisburg-Marxloh              | 2008                       |           | DITIB | |
| Centrale Moskee van Birmingham                             |            | Engeland              | Birmingham                    | 1975                       |           | ?     | |
| Moskee van Green Lane                                      |            | Engeland              | Birmingham                    | 1970s                      |           | ?     | |
| Markazi Moskee                                             |            | Engeland              | Dewsbury                      | 1982                       |           | TJ    | Europees hoofdkwartier van Tablighi Jamaat. Gesitueerd in Savile Town, een bijna geheel Moslim district                                    |
| Grote Moskee van Leeds                                     |            | Engeland              | Leeds                         |                            |           | ?     | Oorspronkelijk een Kerk, verbouwd in 1994                                                                                                  |
| Al-Rahma Moskee                                            |            | Engeland              | Liverpool                     | 1889                       |           | ?     | 25 december 1889; derde moskee in Engeland                                                                                                 |
| Abbey Mills Moskee                                         |            | Engeland              | Londen                        | ?                          |           | TJ    | |
| Bait-ul-Futuh                                              |            | Engeland              | Londen                        | 2003                       |           | AMG   | |
| Fazl Moskee                                                |            | Engeland              | Londen                        | 1924                       |           | AMG   | Een van de eerste in Engeland gebouwde moskeeën; de eerste in Londen                                                                       |
| Centrale Moskee van London                                 |            | Engeland              | Londen                        | 1977                       |           | ?     | ook bekend als Regent's Park-Moskee |
| Centrale Moskee van Noord-London                           |            | Engeland              | Londen                        | 1995                       |           | ?     | ook bekend als Finsbury Park Moskee |
| Moskee van Oost-Londen                                     |            | Engeland              | Londen                        | 1985                       |           | ?     | ook bekend als London Muslim Centre |
| Darul Barakaat Moskee                                      |            | Engeland              | Birmingham                    | 2004                       |           | AMG   | |
| Centrale Moskee van Manchester                             |            | Engeland              | Manchester                    | ?                          |           | ?     | ook bekend als Victoria Park Moskee |
| Medina Moskee                                              |            | Engeland              | Sheffield                     | 2006                       |           | ?     | |
| Shah Jahan Moskee                                          |            | Engeland              | Woking                        | 1889                       |           | ?     | Eerste moskee in Engeland (tweede in Groot-Brittannië): oktober/november 1889                                                              |
| Bilal Moskee                                               |            | Frankrijk             | Clichy-sous-Bois nabij Parijs | ?                          |           | ?     | [ 2 ] |
| Moskee van Évry                                            |            | Frankrijk             | Évry                          | 1984                       |           | ?     | |
| Grote Moskee van Lyon                                      |            | Frankrijk             | Lyon                          | 1994                       |           | ?     | |
| Grote Moskee van Parijs „La Mosquée de Paris“              |            | Frankrijk             | Parijs                        | 1922-1926                  | Moors     | ?     | Maghrebijnse Moskee, centrum van de moslimgemeenschap in Frankrijk                                                                         |
| Ibrahim-al-Ibrahim-moskee                                  |            | Gibraltar             | Gibraltar                     | 1997                       |           | SA    | 8 augustus 1997; ook bekend als King Fahd bin Abdulaziz al-Saud Moskee                                                                     |
| Moskee van Dublin                                          |            | Ierland               | Dublin                        | 1976                       |           | ?     | |
| Moskee van Reykjavík                                       |            | IJsland               | Reykjavik                     | 2002                       |           | ?     | Tevens thuisbasis van de Félag Múslima á Íslandi (Moslimgemeenschap op IJsland)                                                            |
| Moskee van Rome                                            |            | Italië                | Rome                          | 1995                       |           | SA    | Grootste moskee in Europa |
| Mustapha Pasha Moskee                                      |            | Noord-Macedonië       | Skopje                        | 1492                       |           | ?     | |
| Mariam Al-Batool Moskee                                    |            | Malta                 | Paola                         | 1978                       |           | WICS  | De enige moskee in Malta |
| Moskee van Oslo „Moske i Oslo“                             |            | Noorwegen             | Oslo                          | 1980                       |           | AMG   | |
| Juma-Jami                                                  |            | Oekraïne              | Jevpatorija                   | 1552—1564                  | Ottomaans | U     | Ontworpen door Sinan |
| Moskee van Telfs                                           |            | Oostenrijk            | Telfs                         | 1998                       |           | DITIB | Minaret later in 2006 gebouwd |
| Weens Islamitisch Centrum                                  |            | Oostenrijk            | Wenen                         | 1977                       | Ottomaans | ?     | Gebouwd in opdracht van koning Faisal bin Abdoel Aziz al-Saoed                                                                             |
| Rasheed Moskee                                             |            | Oostenrijk            | Wenen                         | 2005                       |           | ?     | Gebouwd door Moslims uit Benin, Ghana en Nigeria                                                                                           |
| Moskee van Bad Vöslau                                      |            | Oostenrijk            | Bad Vöslau                    | –                          |           | DITIB | Bouw in 2008 begonnen |
| Moskee van Bohoniki                                        |            | Polen                 | Bohoniki                      | 19/20e eeuw                |           | U     | Meczet w Bohonikach |
| Moskee van Gdańsk                                          |            | Polen                 | Gdańsk                        | 1989                       | Ottomaans | ?     | Meczet w Gdańsku |
| Moskee van Kruszyniany                                     |            | Polen                 | Kruszyniany                   | 18/19e eeuw                |           | ?     | Meczet w Kruszynianach |
| Moskee van Warschau                                        |            | Polen                 | Warschau                      | 1993                       |           | ?     | Meczet w Warszawie |
| Moskee van Mértola                                         |            | Portugal              | Mértola                       | 2de helft van de 12de eeuw | Moors     | ?     | Vroeger een moskee, na de reconquista werd de moskee verandert in een kerk                                                                 |
| Centrale Moskee van Lissabon                               |            | Portugal              | Lissabon                      | 1988                       |           | ?     | |
| Moskee van Mangalia                                        |            | Roemenië              | Mangalia                      | 1575                       | Ottomaans | ?     | |
| Nurulla Moskee                                             |            | Rusland (Tatarije)    | Kazan                         | 1849                       |           | ?     | 1845-1849 |
| Qolsharif Moskee                                           |            | Rusland (Tatarije)    | Kazan                         | ?                          |           | ?     | Republiek Tatarije, heeft de naam de grootste moskee in Europa te zijn                                                                     |
| Moskee van Moskou                                          |            | Rusland               | Moskou                        | 1904                       |           | ?     | |
| Moskee van Sint-Petersburg                                 |            | Rusland               | Sint-Petersburg               | 1909-20                    |           | ?     | |
| Centrale Moskee van Edinburgh                              |            | Schotland             | Edinburgh                     | 1998                       |           | SA    | Koning Fahd Moskee en Islamitisch Centrum van Edinburgh                                                                                    |
| Centrale Moskee van Glasgow                                |            | Schotland             | Glasgow                       | 1983                       |           | ?     | |
| Bajrakli Moskee                                            |            | Servië                | Belgrado                      | 1575                       | Ottomaans | ?     | |
| Al-Andalus Moskee                                          |            | Spanje                | Málaga                        | 2009                       |           | SA    | |
| Mezquita de Córdoba                                        |            | Spanje                | Córdoba                       | 784                        | Moors     | ?     | “Grote Moskee van Córdoba”, nu een Katholieke Kathedraal                                                                                   |
| Almonaster Moskee                                          |            | Spanje                | Almonaster la Real            | 9e-10e eeuw                | Moors     | ?     | Nu een Katholieke kapel |
| Almorabito Moskee                                          |            | Spanje                | Córdoba                       | 1936                       |           | ?     | |
| Albaicín Moskee                                            |            | Spanje                | Granada                       | 2003                       |           | ?     | |
| Basharat Moskee                                            |            | Spanje                | Pedro Abad                    | 1982                       |           | AMG   | Eerste als moskee gebouwd na 700 jaar |
| Centrale Moskee van Madrid                                 |            | Spanje                | Madrid                        | 1988                       |           | ?     | |
| Fuengirola Moskee                                          |            | Spanje                | Fuengirola                    | 1994                       |           | ?     | |
| Giralda                                                    |            | Spanje                | Sevilla                       | 1184-1195                  | Moors     | ?     | Na de reconquista in 1401 werd het verbouwd tot een kathedraal                                                                             |
| Koning Abdulaziz Moskee                                    |            | Spanje                | Marbella                      | 1981                       |           | SA    | |
| Moskee van Madrid                                          |            | Spanje                | Madrid                        | 1992                       |           | SA    | |
| Mezquita de Bab al-Mardum                                  |            | Spanje                | Toledo                        | 999                        | Moors     | –?    | Historische Moskee, verbouwd tot Kluizenarij “Capel of the Holy Cross”                                                                     |
| Mosque of las Tornerías                                    |            | Spanje                | Toledo                        | Midden 11e eeuw            | Moors     | ?     | Voormalige moskee, nu een cultureel centrum                                                                                                |
| Grote Moskee van Valencia                                  |            | Spanje                | Valencia                      |                            |           | ?     | |
| Selimiye-moskee                                            |            | Turkije               | Edirne                        | 1568-1575                  | Ottomaans | ?     | Grootste moskee van Edirne |
| Fatih-moskee                                               |            | Turkije               | Istanboel                     | 1463-1470                  | Ottomaans | ?     | De originele moskee werd vernietigd bij een aardbeving in 1766; de huidige moskee dateert van 1767                                         |
| Hagia Sophia                                               |            | Turkije               | Istanboel                     | 1453                       | Ottomaans | ?     | Oorspronkelijk als basiliek gebouwd, werd later een moskee, is tegenwoordig een museum maar werd in 2020 opnieuw ingegehuldigd als moskee. |
| Eyüp Sultan-moskee                                         |            | Turkije               | Istanboel                     | 1458                       | Ottomaans | ?     | Het was de eerste moskee door de Ottomanen gebouwd na hun verovering van Constantinopel in 1453                                            |
| Süleymaniye-moskee                                         |            | Turkije               | Istanboel                     | 1550                       | Ottomaans | ?     | |
| Sultan Ahmetmoskee                                         |            | Turkije               | Istanboel                     | 1609-1616                  | Ottomaans | ?     | |
| Masjid-e-Abu Hurairah                                      |            | Wales                 | Cardiff                       | 1860                       |           | ?     | Eerste moskee in gevestigd in Groot-Brittannië                                                                                             |
| Bellevue Moskee                                            |            | Zweden                | Göteborg                      | ?                          |           | ?     | |
| Nasir Moskee                                               |            | Zweden                | Göteborg                      | 1963                       |           | AMG   | |
| Moskee van Malmö                                           |            | Zweden                | Malmö                         | 1984                       |           | ?     | |
| Moskee van Fittja                                          |            | Zweden                | Stockholm                     | ?                          |           | T     | |
| Moskee van Stockholm „Zayed bin Sultan Al Nahyan's Moskee“ |            | Zweden                | Stockholm                     | 2000                       |           | ?     | in 1903 als Elektriciteitscentrale ontworpen                                                                                               |
| Moskee van Uppsala                                         |            | Zweden                | Uppsala                       | ?                          |           | ?     | |
| Mahmood Moskee                                             |            | Zwitserland           | Zürich                        | 1963                       |           | AMG   | Eerste moskee in Zwitserland |
| Moskee van Genève                                          |            | Zwitserland           | Genève                        | 1978                       |           | ?     | Geopend door koning Khalid bin Abdoel Aziz al-Saoed.                                                                                       |
| Moskee van Winterthur                                      |            | Zwitserland           | Winterthur                    | ?                          |           | ?     | Moskee van Albanese gemeenschap |

G* = Gemeenschap
| AMG   | Ahmadiyya Moslim Gemeenschap                                                     |
| LAB   | Lahore Ahmadiyya Beweging                                                        |
| DITIB | Diyanet İşleri Türk İslam Birliği (Turks-Islamitische Unie van religieuze zaken) |
| ICA   | Islamitisch Centrum Aken                                                         |
| ICH   | Islamitisch Centrum Hamburg                                                      |
| IZM   | Islamitisch Centrum München                                                      |
| WICS  | World Islamic Call Society                                                       |
| SA    | Saoedi-Arabië                                                                    |
| TJ    | Tablighi Jamaat                                                                  |
| T     | Turkse gemeenschap                                                               |
| ?     | onbekend                                                                         |